# Kodokushi
Kodokushi (孤独死), ou morte solitária, refere-se a um fenômeno no Japão em que pessoas morrem sozinhas, geralmente em apartamentos, e cujos corpos permanecem sem serem descobertos por um longo período de tempo. O fenômeno foi descrito pela primeira vez na década de 1980. O kodokushi tornou-se um problema crescente no Japão, atribuído a problemas econômicos e à população cada vez mais idosa.

## Estatísticas
As estatísticas relativas ao kodokushi são muitas vezes incompletas ou imprecisas. A Corporação de Radiodifusão Japonesa informou que 32 mil idosos em todo o país morreram sozinhos em 2009. O número de kodokushi triplicou entre 1983 e 1994, com 1.049 mortes solitárias relatadas em Tóquio em 1994. Em 2008, houve mais de 2.200 mortes solitárias relatadas na cidade. Números similares foram relatados em 2011. Uma empresa de mudanças em Osaka informou que 20% dos trabalhos de mudança (300 por ano) envolveu a remoção dos pertences de pessoas que tiveram mortes solitárias. Cerca de 4,5% dos funerais em 2006 envolveram instâncias de kodokushi.
O kodokushi, mais frequentemente, afeta homens em seus 50 anos e pessoas com mais de 65 anos de idade.

## Causas
Foram propostas várias razões para o aumento do kodokushi. Um dos motivos propostos é o aumento do isolamento social. A proporção de idosos japoneses vivendo em habitações multi-geracionais está decrescendo – em vez disso, estão vivendo sozinhos. Os idosos que vivem sozinhos também são mais propensos à falta de contacto social com a família e os vizinhos, e, portanto, são mais propensos a morrer sozinhos e permanecer sem serem descobertos.
Também foram propostas razões económicas para o kodokushi. Muitos incidentes de kodokushi envolveram pessoas que estavam recebendo assistência social ou tinham poucos recursos financeiros. McDonald sugere que o "traço japonês de sofrimento resignado", ou gaman, desencoraja as pessoas em situação de necessidade de procurar ajuda de vizinhos e autoridades. As vítimas de kodokushi têm sido descritas como "caindo pelas frestas" entre apoio governamental e familiar.
Além disso, a crise econômica no Japão, desde 1990, tem sido citada como contribuindo para o aumento no número de mortes solitárias. Desde 1990, muitos empresários japoneses foram forçados a aposentadoria antecipada. Muitos desses homens nunca se casaram, e tornaram-se socialmente isolados quando removidos da cultura corporativa.
Masaki Ichinose, chefe do Instituto de Estudos de Morte e Vida da Universidade de Tóquio, sugere a hipótese de que o aumento do kodokushi está ligado à cultura contemporânea do Japão que ignora a morte. Há centenas de anos, os japoneses confrontavam a morte normalmente; por exemplo, os corpos eram enterrados normalmente por membros da família. Em contraste, no Japão moderno há menos oportunidade para testemunhar a morte, e ela não é prontamente discutida.
A hipótese de razões psicológicas para o aumento do kodokushi incluem apatia social e estresse da vida. O isolamento social é usado como um mecanismo de enfrentamento para evitar situações estressantes.

## Respostas
Alguns distritos no Japão começaram campanhas e movimentos para prevenir mortes solitárias. As autoridades em Tóquio do Shinjuku Ward iniciaram uma campanha de consciência sobre o kodokushi que inclui eventos sociais agendados e verificação do bem-estar dos cidadãos idosos.